# Gungahlin
 (février 2023).
Si vous disposez d'ouvrages ou d'articles de référence ou si vous connaissez des sites web de qualité traitant du thème abordé ici, merci de compléter l'article en donnant les références utiles à sa vérifiabilité et en les liant à la section « Notes et références ».
Gungahlin est l'arrondissement (district) le plus au nord de Canberra la capitale de l'Australie.
Il englobe 7 quartiers et 25 766 habitants.
Son nom est d'origine aborigène et signifie la petite colline rocheuse.
Il est traversé par la Ginninderra Creek, un affluent de la Molonglo River.